# إيدي وليامز
إيدي وليامز (بالإنجليزية: Eddy Williams)‏ (18 سبتمبر 1915 بملبورن في أستراليا - 17 يناير 2008) هو لاعب كريكت أسترالي. لعب مع فريق فكتوريا للكريكت.

## وصلات خارجية
- إيدي وليامز على موقع إي آس بي آن كريك إنفو (الإنجليزية)